# Ottensheim
Ottensheim er en by i det nordlige Østrig, med et indbyggertal på 4.721 (pr. 2018). Byen ligger i delstaten Oberösterreich, ved bredden af Donau.
Ottensheim var i den tidlige middelalder et handelsknudepunkt med sin beliggenhed ved Donau. Efterhånden er den nærliggende Linz blevet den vigtigste by i området, og mange af indbyggerne i Ottensheim arbejder der. 
Byen er nu centrum for rosport, og VM i roning er to gange afholdt her, i 2008 og 2019